# Jazz in Kiev
Jazz in Kiev — міжнародний фестиваль, що проходить у Києві, починаючи з 2008 року у жовтні. Організатором фестивалю є продюсерський центр «Jazz in Kiev», артдиректором якого є Олексій Коган. Концерти фестивалю тривають упродовж трьох днів, концертам передують різноманітні джазові заходи, зокрема майстер-класи відомих джазових музикантів. 
У фестивалі брали участь такі колективи.
- 2008:
  - шведський ансамбль New Tango Orquesta
  - квінтет Дейва Голланда
  - Ансамбль Alex Fantaev band
  - Квінтет «United Quintet»
  - вокальний ансамбль «Avishai Cohen Eastern Unit»
  - Тріо Чарлі Хантера
- 2009:
  - Bester Quartet (Польща)
  - Mike Stern Band (США)
  - квінтет «Дудко»
  - Ансамбль Святослава Вакарчука «Вночі»
  - Steve Gadd and Friends (США)
  - Spyro Gyra (США)